# Jedburgh
Jedburgh är en ort i Storbritannien.   Den ligger i kommunen Scottish Borders och riksdelen Skottland, i den centrala delen av landet, 500 km norr om huvudstaden London. Jedburgh ligger 77 meter över havet och antalet invånare är 4 045.
Terrängen runt Jedburgh är platt åt nordost, men åt sydväst är den kuperad. Jedburgh ligger nere i en dal. Runt Jedburgh är det glesbefolkat, med 13 invånare per kvadratkilometer. Närmaste större samhälle är Hawick, 16,1 km väster om Jedburgh. Trakten runt Jedburgh består i huvudsak av gräsmarker.